# Windows Live Mesh
Windows Live Mesh — программный комплекс для синхронизации данных в кроссплатформенных средах, разработанный корпорацией Microsoft. Прекратил существование с 13 февраля 2013 года.

## История
Идеологом проекта Live Mesh явился директор по технологиям Microsoft Рэй Оззи.
Бета тестирования сервиса началось 23 апреля 2008 года. К первоначальному тестированию было допущено 10 000 человек, проживающих на территории Соединенных Штатов. С выпуском Основных компонентов Windows Live 2011 Microsoft объединила Live Mesh и Live Sync.
Сервис прекратил работу с 2013.02.13, о чём за два месяца пользователям было разослано сообщение с предупреждением об этом и о потере их данных с указанной даты. И предложен переход на другой облачный сервис Майкрософта — SkyDrive. Возможности последнего уже возможностей Windows Live Mesh.

## Характеристики
Программа доступна для всех устройств, поддерживающих операционную систему Microsoft Windows (Windows Vista, Windows 7), Windows Mobile и Mac OS X. Другие операционные системы, включая модификации Linux, не поддерживаются.
Приложение Windows Live Mesh входит в пакет Основных компонентов Windows Live 2011.
Для хранения файлов используется специальный раздел службы Microsoft SkyDrive, для работы с которым необходима учетная запись Windows Live. Каждому пользователю выделяется 5 Гб дискового пространства на сервере, независимого от основного хранилища Microsoft SkyDrive объёмом 7 Гб.
Live Mesh дополнительно предоставляет возможность удалённого управления ресурсами компьютера, в том числе и в конфигурациях с несколькими мониторами.

## Системные требования
- Операционная система: 32- или 64-битная версия Windows 7, Windows Vista‌ Service Pack 2 с обновлением платформы (Platform Update) для Windows Vista, Windows Server 2008 R2, или Windows Server 2008 Service Pack 2 и с обновлением платформы (Platform Update) для Windows Server 2008.
- Windows Live Mesh требуется OS X 10.5 или новее для работы с Mac.
- Процессор: 1.6 GHz или выше
- Память: 1 GB of RAM или выше
- Разрешение: 1024 × 576 минимум
- Подключение к Интернет: Для онлайн служб требуется соединение dial-up либо высокоскоростной доступ в Интернет (предоставляется отдельно — может взиматься плата за местную или междугороднюю связь). Для некоторых функций рекомендуется высокоскоростной доступ в Интернет.

Ограничения
- Вы можете синхронизировать папки на внешних жестких дисках с Windows Live Mesh. При отключении жесткого диска, содержащего синхронизированные папки, вам следует снова подключиться к синхронизируемой папке, когда жесткий диск снова будет подключен.
- Вы можете синхронизировать до 200 папок, содержащих до 100 000 файлов в каждой папке.
- Mesh можно подключать к файловым менеджерам как облачное хранилище[5].
- Если Mesh обнаружит несколько версий одного файла, все версии файла будут сохранены в папке. Файлы будут переименованы, с добавлением имени компьютера или пользователя, который создал или изменил файл. Чтобы объединить файлы, вам необходимо объединить версии, открыв каждый файл и объединив информацию.
- Невозможно синхронизировать папки и файлы, содержащие следующие символы:
  - звездочка (*)
  - обратный знак деления (\)
  - двоеточие (:)
  - скобки больше-меньше (< >)
  - знак вопроса (?)
  - знак деления (/)
  - вертикальная линия (|)
  - кавычки (")